# Mesomyia mossambicensis
Mesomyia mossambicensis är en tvåvingeart som först beskrevs av Trassos Dias 1955.  Mesomyia mossambicensis ingår i släktet Mesomyia och familjen bromsar. Inga underarter finns listade i Catalogue of Life.